# Айн-Дефла
Айн-Дефла (араб. عين الدفلى‎) — город на севере Алжира, административный центр одноимённого вилайета.

## Географическое положение
Город находится в северо-западной части вилайета, в гористой местности массива Телль-Атлас, к югу от реки Шелифф. Абсолютная высота — 283 метра над уровнем моря.

Айн-Дефла расположена на расстоянии приблизительно 107 километров к юго-западу от столицы страны Алжира.

## Демография
Динамика численности населения города по годам:
| 1977, перепись | 1998, перепись | 2008, перепись | 2013, оценка |
| 15 288         | 41 222         | 55 259         | 78 793       |

## Транспорт
Ближайший аэропорт расположен в городе Эш-Шелифф.